# Karankawa
Karankawa /kəˈræŋkəwə/ so bili staroselsko ljudstvo, skoncentrirano v južnem Teksasu ob obali Mehiškega zaliva, predvsem v dolinah spodnje reke Kolorado in reke Brazos. Sestavljali so jih več neodvisnih, sezonsko nomadskih skupin, ki so si delile jezik in del kulture.
Od začetka evropske kolonizacije so imeli Karankawe nasilne spopade s Španci. Po enem napadu Špancev, ki so presenetili Karankawe po ustanovitvi Presidio La Bahíe leta 1722, naj bi se Karankawa počutili "globoko izdane [in] so na špansko kolonialno naseljevanje gledali s sovražnostjo".
V 19. stoletju so evropsko-ameriški kolonisti prispeli na njihovo ozemlje pod vodstvom Stephena Austina. Pooblastil je stotnika, naj izžene Karankawe z Austinovega zemljišča, kar je privedlo do več napadov, vključno s pokolom pri Skull Creeku, v katerem je bilo ubitih 19 Karankaw.
Leta 1824 je Stephen F. Austin poslal kapitana Randala Jonesa s skupino 23 vojakov v današnjo okrožje Brazoria, da bi se borili in razgnali indijance Karankawa iz njihovega tabora. Petnajst indijancev je bilo ubitih, preostali pa so pobegnili z območja. Ta dogodek je znan kot bitka pri Jones Creeku.
Do leta 1840 so se Karankawa, zdaj izgnani, razdelili v dve skupini, od katerih se je ena naselila na otoku Padre, druga pa je pobegnila v mehiško zvezno državo Tamaulipas. Leta 1858 je mehiški rančer Juan Nepomuceno Cortina vodil skupino Mehičanov in teksaških kolonistov proti tistemu, kar naj bi bilo zadnje znano zatočišče Karankaw, pri čemer jih je veliko ubil. Do leta 1891 so Karankawa prenehali obstajati kot delujoče pleme. Danes pa obstajajo nepriznana plemena, ki trdijo, da so potomci Karankaw.

## Ime
Avtonim Karankaw je Né-ume, kar pomeni 'ljudje"'.
Ime Karakawa ima številne zapise v španščini, francoščini in angleščini.
Švicarsko-ameriški etnolog Albert S. Gatschet je zapisal, da ime Karankawa morda izvira iz izrazov Comecrudo klam ali glám, kar pomeni 'pes', in kawa, kar pomeni »ljubiti, imeti rad, biti naklonjen«. Množinska oblika besede kawa je kakáwa, tako da bi izraz pomenil "ljubitelji psov" ali "vzreditelji psov".
Tonkawa so jih imenovali Rokoborci (Keles ali Killis). Alternativno so jih imenovali bosi ali tisti brez mokasinov (Yakokon kapa-i), vendar je bilo to ime uporabljeno tudi za druge skupine, s katerimi so bili Tonkawe seznanjeni. Lipan Apači so Karankawa imenovali »ljudje, ki hodijo v vodi« (Nda Kun dadehe), kar se je morda nanašalo na njihov način ribolova in lova na želve ali preprosto na njihovo lokacijo blizu močvirnate obale. Karankawa so se tudi sami imenovali "Karankawa".
Kasnejše špekulacije so karankawski jezik uvrstile v karibsko jezikovno skupino. Jezikovni podatki kažejo, da ime Karankawa izvira iz stare španske besede Kalina in pripone severnokaribskega plemena kxura, kar pomeni 'ljudje'; tako nastane sestavljenka: Karinxkxura, kar pomeni 'karibski ljudje'. Vendar je ta teorija sporna in končno ostaja izvor imena Karankawa neznan.
Alternativni zapisi imena Karankawa so skozi zgodovino vključevali: Carancahua, Carancagua, Carancaguase, Carancahuare, Caranchuasye, Carancahuase, Carancahuaye, Carancahuaze, Carancohuace, Caray, Carrai, Carray, Saray.

## Izvori
Po nekaterih sodobnih virih so bile migracije njihovih prednikov Karankawam v začetku 19. stoletja popolnoma neznane. Jezikoslovec Herbert Landar pa trdi, da glede na jezikovne dokaze karankawski jezik in ljudstvo izvirata iz karibske podskupine, ki jo je še treba odkriti. Njihova natančna selitvena pot proti severu je prav tako nejasna. Teoretizira se, da se je selitev proti severu zgodila v poznem 15. stoletju. Pot proti severu je potekala iz prvotne dežele severno od reke Amazonke proti Tamaulipasu in Teksasu in je verjetno potekala v dolgem časovnem obdobju z majhnimi izbruhi migracij. Učenjaki so špekulirali, da so Karankawa potomci skupine karibskih Indijancev, ki so prispeli po morju iz karibskega bazena. To delno temelji na podobnosti njihovega fizičnega videza s karibskimi domorodci, vendar za to špekulacijo ni bilo najdenih nobenih etnografskih ali arheoloških dokazov.
Nedavni arheološki zapisi, ki so uporabili radiokarbonsko datiranje za artefakte, so pokazali, da so bile te domorodne skupine na tem območju že v petem tisočletju pr. n. št.

## Življenjski slog

### Sezonski nomadski življenjski slog
Karankawa so se sezonsko selili iz kraja v kraj v svojih izdolbenih čolnih, izdelanih iz velikih dreves z nedotaknjenim lubjem. Potovali so v skupinah po trideset do štirideset ljudi in ostali na vsakem mestu približno štiri tedne. Po stiku z Evropejci so bili kanuji dveh vrst, oba imenovana "awa'n": prvotni izdolbeni in čolni, pridobljeni od belcev. Nobeden ni bil uporabljen za ribolov, ampak samo za prevoz in njihova potovanja so bila omejena na vode blizu kopnega. Ženske, otroci in imetje so potovali v sredini čolna, medtem ko so moški stali na krmi in poganjali kanu. Ob pristanku na naslednji destinaciji so ženske postavile vigvame (v njihovem jeziku imenovane ba'ak), moški pa so čolne potegnili na obalo. Njihova taborišča so bila vedno blizu obale bližnje vodne površine.
Hiše so gradili tako, da so v krogu razporedili vrbove veje, upognili vrhove vej proti sredini in jih prepletli v pletenino. To pletenino so pritrdili z jelenjo kožo. Na ta okvir so Karankawa položili kože jelenov, divjih mačk, panterjev ali medvedov, spet pritrjene z jermeni iz jelenje kože.
Naslednji korak je bil prižiganje ognja. Po stiku z Evropejci so Karankawa iskali vžigalice ali kresilne škatle pri naseljencih; sicer so se zatekli k tradicionalni metodi uporabe svojih kresilnih palic, ki so jih vedno nosili v paketu jermenov iz jelenje kože. Ogenj je bil vedno prižgan v središču njihovih bivališč in je gorel dan in noč. Za sedenje in spanje v svojih bivališčih so uporabljali živalske kože in krzna. Njihovo gospodinjsko blago in pripomočki so vključevali lesene žlice, keramične posode, igle iz ribjih kosti in fine jelenje kite.

### Okolje
Karankawa so potovali v obalno regijo. Lovili so in nabirali hrano iz rek in ob obali.
V regiji, ki so jo naseljevali Karankawa, so ob obali našli številne majhne kose bitumna iz izliva nafte pod Mehiškim zalivom. Ti kosi so bili uporabljeni za vezanje puščičnih konic na njihove palice; kot premaz za lončenino, kot so olle, kozarci in sklede in kot način za vodoodpornost pletenih košar.

### Kulinarika
Kulinarika Karankaw je vključevala divjačino, zajce, perutnino, ribe, želve, ostrige in druge školjke. Njihova kulinarika je vključevala tudi hrano, nabrano v divjini, kot so jagode, kakiji, divje grozdje, jajca morskih ptic, tuna in nopales (plodovi in listi opuncije) ter oreščki. Hrano so kuhali v keramičnih loncih ali pekli glavne jedi in jih začinili s čilijem.
Po stiku z Evropejci so Karankawa izdelovali kruh iz uvožene pšenične moke. Testo so položili na raven kamen in ga pekli na odprtem ognju. Uživali so tudi v uvoženi sladki kavi.
Karankawa so bili spretni pri pridobivanju čiste, sveže vode. Beli naseljenci niso vedeli, kje so jo dobili, ker so imeli vodnjaki belcev slankast okus.

## Kultura

### Jezik in komunikacija
Malo je znanega o izumrlem Karankawa jeziku, ki je bil morda jezikovni izolat. Karankawa so imeli tudi znakovni jezik za pogovarjanje z ljudmi iz drugih indijanskih plemen.
Karankawa so bili znani po svoji spretnosti komuniciranja na dolge razdalje z uporabo dimnih signalov. Karankawa so lahko dim majhnega ognja dvignili proti nebu na veliko različnih načinov in bil jim je razumljiv na dolge razdalje kot njihov jezik. Njihove metode so neznane.

### Manire in običaji
Karankawa so imeli specifičen način pogovarjanja. Med govorjenjem so skrbno zadrževali dih; na koncu stavkov so močno izdihnili, sproščali zrak, ki so ga zadrževali med govorjenjem. Poleg tega so Evropejci njihovo izražanje interpretirali kot brezizrazno, še posebej zato, ker nikoli niso pogledali osebe, s katero so govorili. Njihova izgovorjava je bila zelo natančna, in posmehovali so se slabi elokvenci belcev, ki so se poskušali naučiti njihovega jezika. Evropejci so njihovo splošno vedenje opisali kot godrnjavo in utrujeno.
Niso imeli rednega urnika spanja, ampak so spali, kadar so želeli. Prav tako so jedli in pili ob vseh urah dneva.
Karankawa nikoli niso sporočili svojih domačih imen belcem. Vendar pa so vsi sprejeli angleška ali španska imena. Mnogi moški so sprejeli ameriške vojaške vzdevke in krščanska imena in te so pogosto spreminjali.
Med Karankawa je obstajal tabu glede sorodnikov po poroki. Ko sta moški in njegova žena postala, v smislu Karankawa, poročena, mož in njegovi otroci niso smeli več vstopiti v prebivališče staršev njegove žene, niti starši njegove žene niso smeli vstopiti v njegov dom ali dom njegovih otrok. Ti dve skupini prav tako nista smeli več govoriti med seboj in se nikoli nista srečali iz oči v oči. Če je nastala situacija, ko sta se srečala iz oči v oči, sta obe strani odvrnili pogled in se oddaljili druga od druge. Ta tabu je očitno veljal le za može in njihove otroke, najverjetneje zaradi neprijetnosti na strani žene, saj so bili Karankawi običajno patrilokalni.

### Umetnost, atletika in rekreacija
Karankawa so imeli vsaj tri glasbila – veliko bučo, napolnjeno s kamni, ki so jo stresali, da je proizvajala zvok, žlebljen kos lesa, po katerem so Karankawa drgnili palico, da je proizvajala zvok in piščal, na katero so nežno pihali.
Karankawa so vadili metanje sekire, rekreacijske pretepe z noži, igre z žogo in rokoborske dvoboje. Zdi se, da se med Karankawa niso razvile igre na srečo ali igre ugibanja. Karankawa so bili znani tudi po izjemnih fizičnih podvigih, kot so nadaljevanje boja po ranitvi v bitki, lomljenje ledu s telesom in plavanje v ledeno mrzli vodi.

#### Lokostrelstvo
Njihova najbolj opazna veščina je bilo lokostrelstvo. Karankawa so izdelovali lastne loke in puščice in so bili znani po veliki spretnosti, ne glede na to, ali so stali na kopnem ali v mirnih ali nemirnih vodah. Njihovi loki so bili izdelani iz rdečega cedrovega lesa in so jih izdelovali glede na višino vsakega lokostrelca, segali so od stopala do brade ali očesa. Loki so bili vedno v popolnem stanju. Puščice so bile dolge približno en meter, konice so bile jeklene, perje pa iz perja divjih gosi. Karankawa so se ukvarjali z lokostrelstvom za lov in kot rekreacijsko dejavnost. Pogosto so streljali na tarčo ali streljali puščice pravokotno v prostor. Strelska tekmovanja, ki so jih prirejali, so bila živahna in praznična. Mnogi mladeniči so lahko prejšnjo puščico v tarči razpolovili z razdalje vsaj 24 m.

### Družbene institucije

#### Plemsko vodstvo
Skupine Karankawa sta običajno vodila dva poglavarja – civilni poglavar z dednim nasledstvom po moški liniji in vojni poglavar, verjetno imenovan s strani civilnega poglavarja. Ni bilo najdenih dokazov o konfederaciji, kot je bila tista pri Caddo ali Muscogee (Creek). Karankawa so bili verjetno ohlapno povezano pleme, ki je živelo pod ločenimi poglavarji, združeno le s skupnim jezikom in skupnimi vojnimi odpravami.
Ritual, da postaneš poglavar, so preučevali Španci iz 18. stoletja. Navedli so, da se izbira začne med mnogimi kandidati in vsak je poškodovan z glavnikom, ustvarjenim iz bodic morske ribe, dolge rane so izkopane v njihovo kožo od vrha glave do podplatov stopal in nato privezani na drog za več dni, da se pojavijo bodisi suhi ali izčrpani in blizu smrti. Čeprav je ta opis res lahko ritual za izbiro poglavarja, dnevnik Fray Gasparja Joseja De Solisa navaja, da sumi, da bi ti rituali lahko bili preprosto obred pubertete ali iniciacijski ritual v bratovščino.

#### Spolne in družinske strukture
Eden od vidikov kulture Karankawa je bilo njihovo prepoznavanje treh spolnih vlog: moške, ženske in tretje vloge, ki so jo prevzeli nekateri moški in ženske. Moški, ki so prevzeli to tretjo vlogo, se imenujejo monanguia. Monanguia so na splošno prevzeli ženske vloge in dejavnosti v vsakdanjem življenju, hkrati pa so igrali posebno vlogo v verskih obredih. Po nekaterih poročilih  so delovali tudi kot pasivni spolni partnerji za druge moške.
Pisni zapisi Álvarja Núñeza Cabeze de Vace omenjajo nevestino ceno in nevestino službo kot del zakonske zveze pri Karankavah. Medtem ko se nevestina cena domneva kot splošni sistem pri domorodnem prebivalstvu, ki ga je našel Cabeza de Vaca, kjer ženin daje darila staršem dekleta, s katerim se želi poročiti, da bi si zagotovil njihovo dovoljenje, nevestina služba temelji na ritualu, kjer mora mož vsak grižljaj hrane, ki jo je uspel zbrati ali uloviti, dati svoji ženi. Njegova žena nato prinese plen svojim staršem in v zameno dobi hrano, ki jo vrne svojemu možu. Ta ritual traja neznano število mesecev, ko pa se zaključi, se par običajno nato vključi v patrilokalno prebivališče. Kar zadeva poroko, je ločitev pogost pojav, običajno le pri zakonih, ki niso ustvarili otrok in je malo verjetna, če so se iz zakona rodili otroci. Med možem in ženo niso bili opaženi znaki naklonjenosti, intimnosti ali posebne obravnave. Karankawe so se močno in včasih nasilno odzvali na Evropejce, ki so se vmešavali v zakonske ali družinske zadeve.
Za Karankawe je bilo rečeno, da so imeli veliko sočutja in nežnosti do svojih otrok. Matere so nosile dojenčke, ki še niso mogli hoditi, na hrbtu, zavite v zanko iz živalske kože.

### Videz

#### Telesne značilnosti
Mnogi Evropejci so opazili ostre kontraste v videzu med moškimi in ženskami Karankawe. Ženske so bile opisane kot bolj preproste, nižje in močnejše postave kot moški. Moški so bili zelo visoki, močne atletske postave in so imeli grobe, črne lase. Večina moških je nosila lase do pasu. Njihova čela so bila večinoma nizka in široka, glave pa večje kot pri večini Evropejcev tistega časa. Moški so imeli v nasprotju z ženskami gibke postave ter vitke roke in noge. Njihova barva kože naj bi bila svetlejša in bolj cimetaste barve kot pri ženskah. Tako moški kot ženske so bili znani po svojih spektakularno belih zobeh, celo starejši.

#### Oblačila in okrasje
Ljudje Karankawe so prakticirali sploščanje čela. Čela dojenčkov so oblikovali najprej s kosom blaga, nato s tanko desko in nato z zmečkanim blagom. Vsakega od teh so z obvezami privezali na glavo in pustili tam približno eno leto.
Moški so nosili usnjene predpasnike, ženske pa krila iz jelenje kože. Niso nosili pokrival ali čevljev. Nekatere ženske iz plemena so občasno dobile evropska oblačila, vendar so jih le raztrgale ali nosile začasno. Evropske odeje so bile plemenu bolj koristne, nosili so jih pritrjene na telesu v hladnem vremenu in pripete s trni. Tako moški kot ženske so nosili majhno zapestnico iz neobdelane jelenje kože. V toplem podnebju otroci niso nosili oblačil, dokler niso bili stari približno 10 let.
Karankawe so imele značilne tetovaže, zlasti modri krog, tetoviran nad vsako ličnico, eno vodoravno modro črto od zunanjega kota očesa proti ušesu, tri pravokotne vzporedne črte na bradi od sredine spodnje ustnice navzdol in dve drugi črti, ki se raztezata navzdol od vsakega kotička ust. Poleg tega so evropski raziskovalci v 16. stoletju zapisali, da so imeli ljudje Karankawe labrete ali prebadanja iz trsa na spodnjih ustnicah, nosu in drugih delih telesa.
Ženske v nekaterih plemenih, kot je skupina Coco, so imele tudi tetovažo koncentričnih črnih krogov od bradavice do celotne dojke.
Moški, ženske in otroci so si redno mazali celo telo z oljem morskega psa, da bi učinkovito odganjali komarje in ohranjali kožo mehko in prožno. Evropejci, ki so srečali Karankawe, so bili zgroženi nad vonjem.
Ženske niso nosile okraskov, medtem ko so jih moški nosili veliko. Moški so imeli dolge lase spletene v tri pramene. Vanje so vstavljali svetle predmete (kot so trakovi ali barvni flanel). Ženske si nikoli niso spletale las niti jih redno česale. Moški so nosili ogrlice iz majhnih školjk, steklenih kroglic, pistacij in tankih kovinskih diskov na grlu (nikoli na prsih). Moški so nosili tudi prstane.

### Religija in ritual
Evropejci so imeli omejene informacije o ritualih Karankaw, ker slednji niso razkrivali namenov svojih dejanj ali svojih prepričanj. Ko je Joutel, raziskovalec in spremljevalec Roberta Cavalierja de La Sallea, spraševal o njihovih verskih prepričanjih, so Karankawe samo pokazali v nebo.
Ob polni luni in po zelo uspešnih lovskih ali ribiških odpravah so Karankawe tradicionalno priredili slovesnost. Po zbranju okoli osrednjega ognja so skuhali močno in grenko pijačo iz listov drevesa "Ilex vomitoria (yaupon)" in jo mešali, dokler se vrh ni prekril z rumenkasto peno. To pijačo so si delili in vsi Karankawe so jo prosto pili. Čeprav naj bi bila ta pijača opojna, Evropejci niso opazili nobenih vidnih učinkov na domorodcih. Eden od domorodcev je stal v krogu moških, ovit do glave v kože in se je sklanjal, ko je hodil okoli ognja. Peli so v kromatičnih naraščajočih in padajočih tonih in vsi domorodci so se pridružili zboru. Ta slovesnost se je nadaljevala skozi vso noč.
Poleg tega je bilo opaženih le nekaj drugih ritualov, katerih nameni so neznani. Karankawe so strmeli v sonce, ko je izginilo v morje, kot nekatere druge domorodne skupine na tem območju. Prav tako so kadili tobak skozi nosnice, najprej proti severu, nato proti vzhodu, zahodu in jugu. Pogosto so žvižgali ob določenih časih in očitno z nekim ciljem, vendar so bili končni nameni neznani.
Jean-Baptist Talon je v odgovor na zaslišanje poročal: "Lahko bi le sklepali, da imajo neko zmedeno predstavo o nesmrtnosti svojih duš in vstajenju mrtvih po slovesnostih, ki jih opazujejo pri pokopu svojih mrtvih. Potem ko so truplo zavili v dobro pripravljeno bivoljo kožo, isto, ki jo je uporabljal v življenju za pokrivanje, ga pokopljejo z njegovim kijem, lokom in puščicami, količino prekajenega mesa, nekaj koruze in zelenjave ter dvema kosoma določene kamnine, ki jo uporabljajo namesto kremena za puško za prižiganje ognja. [V ta namen naredijo majhno luknjo v enem od kosov lesa, ki je raven in ga naslonijo na nekaj; in ko so drugega, ki je okrogel, naostrili, prilagodijo konico v luknjo in prižgejo ogenj z drgnjenjem teh dveh kosov lesa, tako da obračajo okroglega med rokami, čim hitreje] in vse to zato, da bi jih (tako pravijo) lahko uporabil, ko se zbudi".

### Kanibalizem
Obstaja skoraj 300 let informacij, napisanih o indijancih Karankawa iz Teksasa, od prvega pristanka Roberta La Sallea v zalivu Matagorda leta 1685 do zaprtja misije Rosario. Karankawa so bili stoletja opisani kot kanibali. Obstajajo neizpodbitni dokazi, da so Karankawa prakticirali ritualni kanibalizem nad svojim sovražnikom. Tako kot njihovi azteški in gvačičilski ter gvamarski bratranci na jugu v severni Mehiki, "so jedli svojega sovražnika iz maščevanja. Njihove kosti, lasišča in spolovila so bili razstavljeni na zmagoslavnih praznovanjih." Prva oseba, ki je dokumentirala kanibalizem Karankaw, je bil Francoz Jean Baptiste Talon, ki je več let živel kot ujetnik med plemenom in je leta 1689 izjavil:
"Vsi smo hodili goli kot oni, in vsako jutro ob zori, v vsakem letnem času, so se šli potopit v najbližjo reko. Kot oni so jedli meso od lova, sveže ali sušeno na soncu, a najpogosteje napol surovo. Edini obroki, ki so jih grozili, so bili tisti, ki so jih pripravili iz človeškega mesa, saj so kanibali, vendar le do svojih divjih sovražnikov. Nikoli niso pojedli niti enega Francoza, ki so ga ubili, ker so rekli, [preprosto to], da jih ne jedo. In isti Jean-Baptiste Talon jamči, da je nekoč tri dni ni jedel, ker se v tem času ni pojavilo nič drugega kot nekaj človeškega mesa Ayenisov, ki so jih ubili na eni od odprav."
Nekaj let pred tem je francoski brodolomec Henri Joutel, kapitan odprave La Sallea, živel med plemenom Cenis [Tejas] in lovil z njihovimi sosednjimi skupinami, ki so imele enako kulturo in jezik kot Karankawa. V svojih rokopisih je zapisal: "Vojščaki so se vrnili z velikega pohoda, paradirali so okoli 48 skalpov in delov teles, od katerih so nekateri vojščaki sodelovali pri kanibaliziranju, kot se je očitno mislilo, da bi pridobili pogum umrlega bojevnika."
Po nekaterih virih so Karankawa izvajali ritualni kanibalizem, podobno kot druga obalna plemena v današnjem Teksasu in Louisiani.
Álvar Núñez Cabeza de Vaca, španski konkvistador, ki je v 1530-ih letih več let živel med Karankawa in napisal spomine, ni omenjal kanibalizma, razen ritualnega uživanja posmrtnih ostankov sorodnikov v obliki pogrebnih pepelov, "ponujenih v vodi, da bi jih sorodniki pili." Po vrnitvi v Španijo je Cabeza De Vaca v svojem pisnem poročilu kralju zapisal, "da so se pet kristjanov, ki so bili nastanjeni na obali [Galveston, Otok usode], znašli v skrajni stiski in so se začeli jesti med seboj. Najdeno je bilo le telo zadnjega, ki ga nihče ni imel več za pojesti in je bilo nepojedeno. Njihova imena so bila Sierra, Diego Lopez, Corral, Palacios in Gonzalo Ruiz," to se je zgodilo po brodolomu v zalivu Galveston. Ljudje Karankawa "so bili tako šokirani nad tem [španskim] kanibalizmom, da bi nas, če bi to videli prej, zagotovo pobili vse." Belci niso nikoli zares bili priča dejanju kanibalizma in posredni in tretjerazredni opisi so sporni glede verodostojnosti.

### Psi
Karankawa so imeli pse, ki so jih spremljali na lovu, plavanju in rekreacijskih dejavnostih. Psi so bili brez glasu, z ravnimi ušesi in lisičjimi gobci.

## Zgodovina

### Zgodnja srečanja s Španci in Francozi (16.–17. stoletje)
Leta 1528 je ena od dveh bark, ki so jih sestavili preživeli neuspešne odprave Pánfila de Narváeza na Florido, nasedla na otoku Galveston. Za preživele, vključno z Álvar Cabeza de Vaco, je skrbela skupina Capoque iz plemena Karankawa. Od leta 1527 je Cabeza de Vaca sedem let preživljal med obalnimi plemeni, preživljal se je kot zdravilec in občasni trgovec. Med svojim bivanjem je de Vaca poročal, da je usodna želodčna bolezen zmanjšala populacijo Karankawa za približno polovico; narava in žrtve te bolezni niso znane. De Vaca je poročal, da je potekala obsežna trgovina z notranjimi skupinami, ki so segale po celotni dolžini današnjih Združenih držav. Po uvedbi konja s strani Špancev so se te trgovske mreže okrepile.
Henri Joutel, spremljevalec Roberta Caveliera de La Salle na njegovi zadnji odpravi leta 1687, je zabeležil več plemen, ki so živela na obalnem območju, vključno s Karankawa (ki jih je zapisal kot Korenkake in Koinekahe). Njegova opažanja so bila, da so bili Karankawa miroljubni in ne sovražni. Ob prvem srečanju Joutel poroča, da so Karankawa "pokazali svoje prijateljstvo tako, da so si položili roke na srce, kar je pomenilo, da so nas veseli." Omenil je tudi, da so imeli konje, ki so jih nedvomno dobili od Špancev.
Ko je de La Salle ukradel nekaj kanujev Karankawam, da bi plul po reki in ustanovil Fort St. Louis, so bili Karankawi besni. Ko so slišali za de La Salleov odhod in kasnejšo smrt, so napadli približno 20 francoskih naseljencev, ki so ostali v trdnjavi in pobili vse razen petih. Preživeli so bili prisilno tetovirani in so morali slediti Karankawam na njihovih lovskih in ribolovnih odpravah; španska odprava jih je rešila leta 1689.

### Odnosi s Španci
Podvig La Salle je spodbudil Špance k aktivnemu raziskovanju in kolonizaciji južnega Teksasa. Špansko iskanje Fort St. Louisa, da bi preverili ali so se Francozi vrnili, je privedlo do spopada med Karankawami in Španci ter do vzpostavitve sovražnosti med tema dvema skupinama.
Leta 1691 je kapitan Domingo Teran vodil kombinirano kopensko-pomorsko odpravo v Teksas, da bi okrepil nedavno ustanovljene misijone in poiskal francosko prisotnost. Obe odpravi sta bili slabo vodeni in sta privedli do začasnega upada španskega zanimanja. Nadaljnje francosko delovanje pa je spodbudilo Špance, da so trajno zasedli območje Matagorda Bay.
La Bahía del Espiritu Santo, misijonsko-predsedniški kompleks, je bil ustanovljen leta 1722 na južnem bregu reke San Antonio. Sprva Karankawi niso bili sovražni do Špancev, toda leta 1723 je prišlo do spopada med Španci in Karankawami, po katerem so se Karankawi umaknili od misijona in postali sovražni. Do leta 1727 so Karankawske plenitve prisilile misijonsko-predsedniški kompleks, da se je preselil v notranjost do reke Guadalupe, kjer so ostali do leta 1749. Karankawi so uspešno zmanjšali špansko zahtevo po teksaški obali.
Do leta 1730 so Španci Karankawe in druga domorodna plemena teksaškega območja obravnavali kot glavno oviro za nadzor nad severno Novo Španijo. Leta 1749 je bil Jose Escandon imenovan za guvernerja in predstavnika podkralja, zadolženega za osvojitev in naselitev severnega Mehike in regije Teksas ter za kartiranje, raziskovanje in spoznavanje območja in domorodcev. Priporočal je, da se misija La Bahía preseli zaradi domorodnega sovraštva in neugodnega podnebja.
Nov misijon, Mission Rosario, je bil ustanovljen leta 1754. Nenehno se je bal upora domorodcev v misijonu in je pogosto prosil La Bahío za vojaško pomoč. Na splošno je bil izjemno neučinkovit kot duhovno in "civilizacijsko" središče. Karankawi so pobegnili, ko so bili podvrženi kakršni koli telesni kazni in so še naprej uživali vire, ki so jih zagotavljali Španci, ne da bi bili odvisni od njih.
Sčasoma so se Karankawi naučili tekoče govoriti špansko in so privzeli španska imena, da bi olajšali interakcijo z belci.
Konec 18. stoletja je prišlo do oživitve karankawskega odpora in moči. Španci so jih začeli obravnavati kot nesposobne za spreobrnitev v misijonsko življenje, nekateri pa so začeli načrtovati njihovo iztrebljenje, vendar noben od teh načrtov ni bil uspešno izveden.
Leta 1779 so se v odgovor na uboj španskih mornarjev s strani skupine Karankawov, ki jo je vodil Joseph Maria, vzdolž teksaške obale Mehiškega zaliva in kasnejši napad na misijo Rosario, ki ga je prav tako načrtoval Maria in je privedel do opustitve misije s strani Špancev, načrtovali vrsto kaznovalnih odprav proti Karankawam, namenjenih njihovemu iztrebljenju, čeprav so se vse izkazale za neuspešne in so bile opuščene kot strategija do leta 1786, vojna pa se je končala tri leta kasneje, leta 1789.
Leta 1806 se je misija Rosario združila z misijo Refugio. Leta 1830 sta bili Refugio in La Bahía del Espiritu Santo sekularizirani.

### Odnosi z Angleži in Francozi
Medtem, ko so Španci poskušali vključiti Karankawe v svoj imperij, so Karankawe z Angleži in Francozi sodelovali izključno na ekonomski podlagi, trgovali so s kožami in jelenjadjo za orožje (tj. muškete, puške, blago) in gospodinjske predmete.

### Srečanja z Jeanom Lafittom
Ko je otok Galveston med letoma 1817 in 1821 zasedel pirat Jean Lafitte, so nekateri njegovi možje ugrabili žensko Karankawa. V odgovor se je približno 300 Karankaw premaknilo v napad. Ko je Lafitte izvedel za njihov tabor in bližajoči se napad, je poslal 200 svojih mož, oboroženih z dvema topovoma, da se soočijo s Karankawami. Ko so Karankawe izgubile približno 30 mož, so se umaknile na celino, pirati pa so jih zasledovali. Na celini je bilo ubitih še nekaj Karankaw.

### Srečanja s teksaškimi kolonisti
Austin se je s Karankawami srečal ob srečanju z njihovim miroljubnim plemenom Coco. Po nekaj pogovorih in izmenjavi tobaka ter ponve jih je Moses Austin imel za dobre prijatelje, toda po opozorilu o Karankawah na ustju bližnje reke je Moses v svoj dnevnik zapisal, da so Karankawe univerzalni sovražniki človeka in se z njimi ne da spoprijateljiti ter jih je treba iztrebiti, da bi anglo-ameriški naseljenci lahko živeli v miru.
Leta 1821 je Moses Austin prejel Austinovo zemljiško posest za naselitev 300 družin med zalivom Galveston in [Kolorado (reka)|reko Kolorado]]. Karankawe so poskušale ovirati njihov napredek z ubijanjem naseljencev, ki so varovali ladjo John Motley in s krajo njihovih zalog. Do leta 1825 so se naseljenci združili, da bi napadli Karankawe. Stephen Austin je kapitanu Kuykendallu naročil, naj vodi prostovoljce, da jih izženejo z ozemlja, ki se je raztezalo do reke Lavaca. Karankawe so zasledovali do potoka Manahila, kjer je španski misijonar posredoval v njihovo korist in jih prisilil, da so obljubili, da nikoli več ne bodo šli vzhodno od Lavace. Ta obljuba pa je bila prelomljena in je bila deležna nesorazmernega nasilja s strani teksaških kolonistov.

### Genocid nad Karankawami
Med teksaško-mehiško vojno so nekateri Karankawe služili v mehiški vojski. Močno so trpeli v bitki pri Alamu leta 1836, Teksašani pa so se močno maščevali za njihovo služenje.
19-letnega sina poglavarja Joseja Marie, Walupeja, so ujeli Mehičani in ga ubili. Njegov oče je prišel na ladjo teksaškega naseljenca in napovedal svoj namen maščevanja, vendar je bila večina njegovih mož in on sam ubitih. Antonio, ki je trdil, da je brat Joseja Marie, je nato postal poglavar. Med njegovim vodenjem in po njem se je populacija Karankaw močno zmanjšala zaradi bolezni, konfliktov z Evropejci in notranjih spopadov.
Do leta 1840 so Karankawe sestavljale dve skupini; ena se je naselila na otoku Padre, druga pa je zaprosila za naselitev v mehiški zvezni državi Tamaulipas. Po izgonu iz svoje domovine naj bi slednja skupina ropala in kradla; mehiška vlada je nato ukazala vojakom, naj jih podredijo. General Avalos je dobil ukaz, naj preseli Karankawe na mejo Tamaulipasa in Nuevo Leóna. Državi sta se prepirali glede Karankaw, ki so bili sčasoma vrnjeni v Reynoso. Po nadaljnjih ropih so bili Karankawa preseljeni v Teksas.
Leta 1858 je sodnik iz Rosaria v Mehiki poslal sporočilo županu Reynosa, da je poskušal aretirati Karankawe, vendar so se preselili severno od ameriške meje, izven njegove pristojnosti. Dodal je, da bi morali Mehičani in Američani sodelovati pri aretaciji Karankaw. Kasneje istega leta je Juan Cortina presenetljivo napadel nedavno vrnjene Karankawe in uničil tiste, za katere so takrat verjeli, da so zadnji člani plemena. V študiji o Karankawah, objavljeni leta 1888, je eden od anketirancev "menil, da nekateri [Karankawa] morda še obstajajo, vendar ni mogel povedati, kje." Karankawa so izumrli kot ločeno pleme v poznem 19. stoletju.

## Sodobna skupina za dediščino
Od leta 2021 je skupina posameznikov, ki trdijo, da so potomci ljudstva Karankawa, ustanovila Karankawa Kadla. Prostovoljno so pomagali ohranjati arheološka najdišča v zalivu Corpus Christi pred razvojem nafte, razvijali izobraževalne programe in so zainteresirani za oživitev jezika Karankawa. Člani te skupine imajo družinske zgodbe, ki jih povezujejo z ljudstvom Karankawa, sredi prisilne asimilacije med Mehičani in belimi Teksašani ter ločitve od drugih Karankaw. Ta organizacija je nepriznana organizacija. Niso niti zvezno priznano pleme niti državno priznano pleme.

## Plemena
Plemena znotraj ljudstva Karankawa so:
- pleme Copano
- pleme Cujane[28][29]
- Coco (tudi Coaque, živel na otoku Galveston in ob ustju reke Brazos)[30][31]
- Coapite
- Carancaquacas (pravi Karankawa, živeli ob zalivu Matagorda)

## Nadalnje branje
- Reséndez, Andrés (2007). A Land So Strange: The Epic Journey of Cabeza de Vaca. New York: Basic Books. ISBN 978-0-465-06840-1.
- Tennis, Cynthia L. (2002). Nuestra Señora del Refugio (41RF1) Refugio County, Texas (PDF). Volume I: Archaeological Investigations. Texas Department of Transportation (TxDOT) and Center for Archaeological Research, The University of Texas at San Antonio (CAR–UTSA).